# Fertilidade e inteligência
A relação entre fertilidade e inteligência foi investigada em muitos estudos demográficos. Há evidências de que, em nível populacional, a inteligência está negativamente correlacionada com a taxa de fertilidade e positivamente correlacionada com a taxa de sobrevivência dos filhos. Postula-se que, se a correlação inversa do QI com a taxa de fertilidade for mais forte do que a correlação do QI com a taxa de sobrevivência, e se a correlação entre o QI e a fertilidade puder ser ligada a fatores genéticos, então o componente hereditário do QI será diminuir a cada nova geração, eventualmente dando origem a um 'efeito Flynn reverso', como foi observado na Noruega, Dinamarca, Austrália, Grã-Bretanha, Holanda, Suécia, Finlândia, França e países de língua alemã, onde um declínio lento nas pontuações médias de QI foi observado desde a década de 1990. Embora o efeito Flynn demonstre um aumento nas pontuações de QI fenotípico ao longo do tempo na maioria dos outros países, fatores ambientais confusos durante o mesmo período de tempo impedem qualquer conclusão sobre a mudança subjacente no QI genotípico. Outros correlatos do QI incluem renda e realização educacional, que também são fatores de fertilidade inversamente correlacionados com a taxa de fertilidade e, em algum grau, herdáveis.
Embora a fertilidade meça a descendência por mulher, se for necessário prever mudanças no nível da população, a idade média da maternidade também deve ser considerada, com a idade mais baixa da maternidade potencialmente tendo um efeito maior do que a taxa de fertilidade. Por exemplo, uma subpopulação com taxa de fertilidade de quatro com idade média de reprodução aos quarenta anos, em geral, terá crescimento genotípico relativamente menor do que uma subpopulação com taxa de fertilidade de três, mas idade média de reprodução aos vinte anos.

## Pesquisa internacional

Mapa dos países por taxa de fecundidade (2020), de acordo com o Population Reference Bureau

Embora grande parte da pesquisa sobre inteligência e fertilidade tenha se restringido a indivíduos dentro de uma única nação (geralmente os Estados Unidos), Steven Shatz (2008) estendeu a pesquisa internacionalmente; ele descobriu que "há uma forte tendência de países com pontuações nacionais de QI mais baixas terem taxas de fertilidade mais altas e de países com pontuações nacionais de QI mais altas terem taxas de fertilidade mais baixas".
Lynn e Harvey (2008) encontraram uma correlação de -0,73 entre o QI nacional e a fertilidade. Eles estimaram que o efeito foi "um declínio no QI genotípico mundial de 0,86 pontos de QI para os anos 1950-2000. Um declínio adicional de 1,28 pontos de QI no QI genotípico mundial é projetado para os anos 2000-2050". No primeiro período, esse efeito foi compensado pelo efeito Flynn, que causou um aumento no QI fenotípico, mas estudos recentes em quatro países desenvolvidos descobriram que agora ele cessou ou foi revertido. Eles pensaram que é provável que o QI genotípico e fenotípico comece gradualmente a declinar para o mundo inteiro.

## Outras características
Um estudo do Instituto de Psiquiatria determinou que os homens com QI mais alto tendem a ter espermatozoides de melhor qualidade do que os homens com QI mais baixo, mesmo considerando a idade e o estilo de vida, afirmando que os genes subjacentes à inteligência podem ser multifatoriais.